# UN-Dekade der Frau
Die UN-Dekade der Frau, eine von den Vereinten Nationen (VN) ausgerufene Internationale Dekade, umfasste das Jahrzehnt von 1976 bis 1985. Das Jahr zuvor (1975) war von der Generalversammlung der Vereinten Nationen als Internationales Jahr der Frau ausgerufen worden. Der Erfolg dieses Jahres führte zum Entschluss der UNO, die folgenden zehn Jahre für diese Thematik zu reservieren.

## Vorgeschichte
Schon im ersten Jahr ihres Bestehens etablierten die VN eine Kommission, die durchsetzte, dass die Allgemeine Erklärung der Menschenrechte in geschlechtsneutraler Sprache abgefasst wurde. Nachdem die internationale Frauenbewegung im Laufe der 1970er Jahre an Bedeutung gewann, rief die Generalversammlung das Jahr 1975 als das Internationale Jahr der Frau aus und organisierte in diesem Jahr in Mexiko-Stadt die erste UN-Weltfrauenkonferenz, bei der die Themen Gleichberechtigung, Entwicklung und Frieden diskutiert wurden. Die Konferenz verabschiedete einen Welt-Aktionsplan mit dem Ziel, die Stellung der Frauen zu verbessern. Dieser Plan wurde von der Generalversammlung übernommen. Außerdem erklärte sie auf Drängen der Konferenz die Jahre 1976 bis 1985 als UN-Dekade der Frau.

## Aktionen der UN in der UN-Dekade der Frau
Schon während der ersten Weltfrauenkonferenz wurde der Entwicklungsfonds der Vereinten Nationen für Frauen gegründet, dessen Ziel es war, finanzielle und technische Unterstützung bei Innovationsprogrammen, bei  der Verwirklichung frauenspezifischer Menschenrechtsanliegen sowie bei der Verwirklichung politischer Gleichberechtigung und ökonomischer Chancengleichheit anzubieten.
Im Jahr 1979 verabschiedete die Generalversammlung die Konvention zur Beseitigung aller Formen der Diskriminierung der Frau, um die politischen, wirtschaftlichen, sozialen, kulturellen und bürgerlichen Rechte der Frau zu unterstützen. In den 30 Artikeln der Konvention wurde eine Agenda für nationale Maßnahmen aufgestellt, die die Diskriminierung der Frauen beenden sollte. 
Ein Jahr später fand in Kopenhagen die Weltfrauenkonferenz zur Dekadenmitte (UN Mid-Decade World Conference on Women) als zweite UN-Weltfrauenkonferenz statt. Es nahmen mehr als 1300 Delegierte aus 145 Ländern teil. Dabei ging es um die Umsetzung der auf der 1. Weltfrauenkonferenz verabschiedeten Resolutionen und Aktionspläne. Gleichzeitig zur offiziellen Konferenz wurde ein NGO-Forum abgehalten.
Zum Abschluss der UN-Dekade der Frau wurde im Jahr 1985 die dritte UN-Weltfrauenkonferenz in Nairobi abgehalten, an der 1400 Delegierte aus insgesamt 157 Ländern teilnahmen. Mit den Forward-Looking Strategies wurde ein Aktionsplan für die Umsetzung der Beschlüsse der ersten beiden Weltfrauenkonferenzen bis zum Jahr 2000 verabschiedet.